# Service public de Wallonie
 (juin 2020).
Le Service public de Wallonie (SPW) est, depuis le 1er août 2008, la principale administration gouvernementale de la Wallonie, région de Belgique.

Coq hardi rouge figurant sur les armoiries et le drapeau officiels de la Wallonie conformément au décret du 23 juillet 1998 déterminant le jour de fête et les emblèmes propres à la Région wallonne. Il peut être utilisé isolément comme symbole de la Wallonie en application de l'article 2 du décret.

## Compétences
Le Service public de Wallonie est la première interface entre les institutions régionales et le citoyen, chargée de la gestion de matières et de compétences spécifiques, en lien direct avec les besoins et les attentes des citoyens, des entreprises, des associations et des pouvoirs locaux.
Ses missions peuvent relever de l’économie, de la fiscalité, de l’emploi et de la formation, de l’action sociale, de la recherche et des technologies, de l’énergie et du logement, de la gestion de l’environnement et des ressources naturelles, de l’aménagement du territoire, de l’urbanisme et du patrimoine, de l’agriculture et de la ruralité, de la mobilité, comprenant la gestion des routes et voies hydrauliques ou encore du bien-être animal.

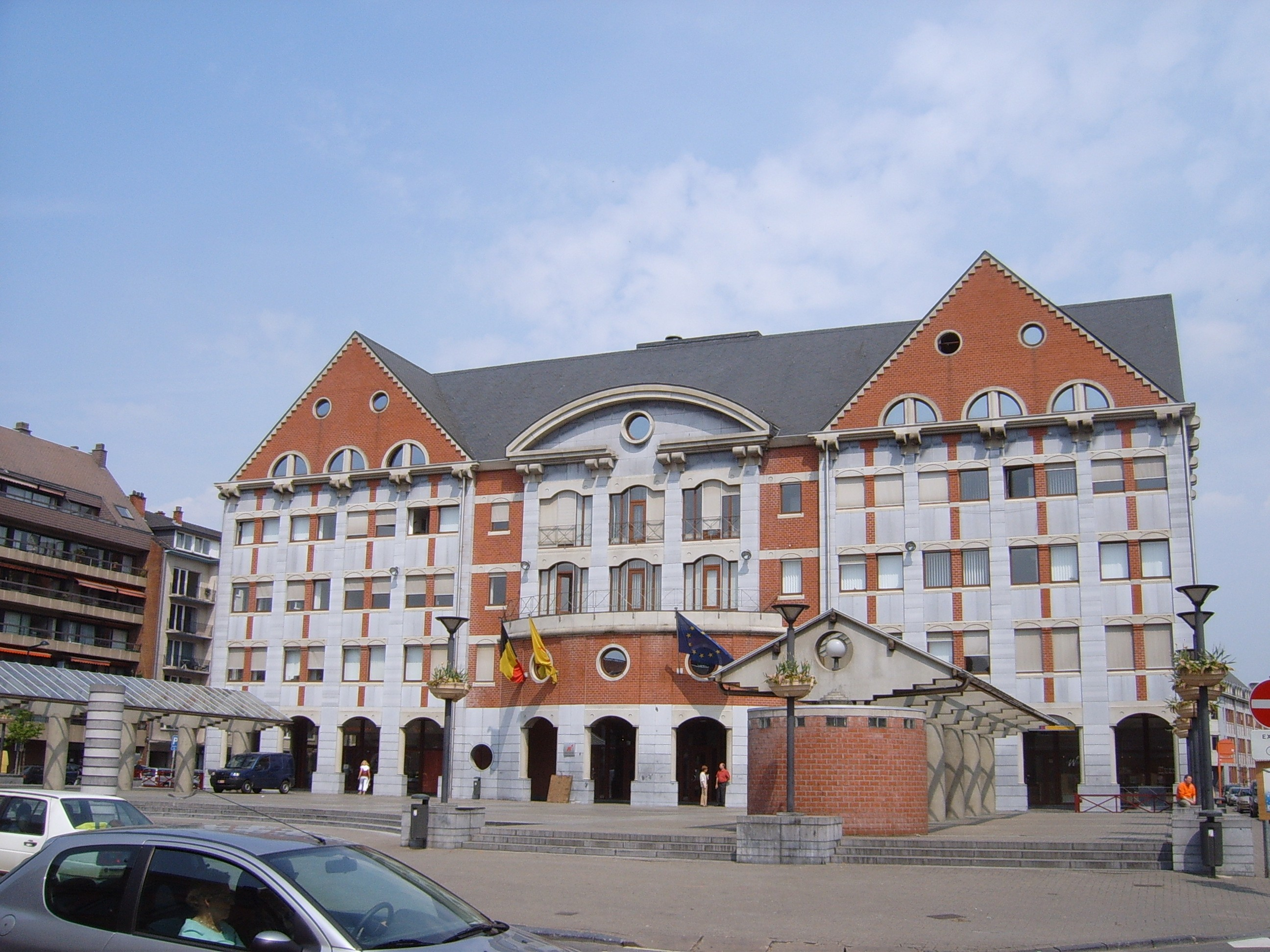
Un des bâtiments principaux du SPW, Place de la Wallonie à Jambes

## Chiffres
Le SPW gère notamment[réf. nécessaire] : 
- 874 km d'autoroutes et 6 944 km de voiries régionales ;
- 686 km de RAVeL (réseau autonome de voies lentes) ;
- 4 689 ouvrages d'art ;
- 4 250 biens classés ;
- 451 km de voies navigables, 81 écluses, 5 ascenseurs à bateau, 1 plan incliné, 9 barrages et 3 aéroports ;
- 250 000 hectares de forêt ;
- 30 758 élèves transportés dans le cadre de la mission de transport scolaire ;
- 2 640 000 contacts citoyens par an.

## Actions
1. Pour diffuser au plus grand nombre des informations sur la géographie wallonne, le Service public de Wallonie a développé le Géoportail[2]. Ce site web fait découvrir des cartes de la Wallonie.
2. Mise en service en 2015 de la 4e écluse du site de Lanaye permet de faire passer des bateaux plus volumineux, ce qui optimise le transport de marchandises par la voie d’eau.
3. Natura 2000, vaste réseau écologique à l’échelle de l’Union européenne tout entière, qui concerne en Wallonie 221 000 hectares de forêts et de zones agricoles, 13% du territoire wallon. Cette  surface est répartie sur 240 sites qui ont été inventoriés et cartographiés par le Service public de Wallonie[3].
4. Création en 2018 de l’Agence wallonne du Patrimoine (AWaP), l'interlocuteur en Wallonie pour gérer, protéger et restaurer le patrimoine wallon. Les fouilles archéologiques, la formation et la sensibilisation au patrimoine sont aussi des missions de l’AWaP.
5. Création d’une administration fiscale wallonne en juillet 2009 pour la perception des impôts et taxes relevant directement de la Région.
6. Entre 1999 et 2020, ce sont près de 137 millions d'euros qui ont été dégagés par le Service public de Wallonie pour l'ensemble des projets concernant le numérique dans les écoles[4].
7. La Cellule Élections du SPW chapeaute l'organisation des élections locales en Wallonie.

## Fonctionnaires
Le SPW emploie plus de 10.000 personnes, ce qui en fait le premier employeur de Wallonie. Si la plupart de ses différents bâtiments sont situés à Namur et Jambes, des directions décentralisées sont réparties sur tout le territoire wallon.

## Structure interne
Le SPW est composé de 8 Directions générales dont deux transversales :
- SPW Secrétariat Général[5]

Le Service public de Wallonie Secrétariat général joue un rôle central et déterminant dans la définition, la coordination, la mise en œuvre et l’évaluation de la stratégie du Service public de Wallonie.
Il est au service de l’organisation SPW dans son ensemble.
Partenaire du Gouvernement wallon et des OIP, il s’assure du déploiement des politiques transversales au niveau wallon.
Pour exercer ses missions, le SPW Secrétariat général est composé des Services qui dépendent directement du Secrétaire général par leur nature (Service interne commun pour la Prévention et la Protection au travail, Centre régional de Crise, Cellule de l’Autorité de Certification et la Direction fonctionnelle et d’appui), des Services stratégie (Cellule des Stratégies transversales, Direction du Développement durable et Direction de l’optimisation et des relations usagers), du Département de la Coordination des Programmes FEDER, du SPW Support et du SPW Digital.
Le Secrétaire général dirige et coordonne le SPW. Il en assure l’unité de gestion. Il dispose d’une autorité sur l’ensemble des membres du SPW. Il a autorité sur les services généraux du SPW SG et en assure la coordination. Le Secrétaire général dispose d’un pouvoir d’injonction positive pour les compétences qui relèvent des autres entités du SPW. Il préside le Comité stratégique et s’assure de la mise en œuvre harmonisée et coordonnée des décisions dudit Comité au sein des différentes entités du SPW. Enfin, le Secrétaire général joue le rôle d’interface entre le GW et l’ensemble des services de l’administration.
- - SPW Support[6]
    - Gestion du personnel et Fonction publique ;
    - Gestion mobilière ;
    - Gestion immobilière ;
    - Communication ;
    - Juridique et Traduction

  - SPW Digital [7] ambitionne de mettre les usagers au centre de ses préoccupations et est organisé autour de 8 pôles/départements. Ces pôles/départements construisent, chacun pour son périmètre, une offre de service de qualité répondant aux besoins des usagers. Qu’il s’agisse des méthodes de travail employées (méthode de gestion de projets Agile), de l’adoption de nouvelles technologies (intelligence artificielle ou internet des objets) en passant par la production d’applications informatiques ou encore la mise à disposition de matériels, logiciels et autres réseaux informatiques, l’ensemble est pensé pour mettre l’accent sur la construction de partenariats solides tirant bénéfices des compétences et de l’expérience de chaque service et de chaque agent

Les autres directions générales sont chargées de la gestion de matières et de compétences spécifiques, en lien direct avec les besoins et les attentes des citoyens, des entreprises, des associations et des pouvoirs locaux :
- SPW Mobilité et Infrastructures[8]
- SPW Agriculture, Ressources naturelles et Environnement[9]

Gardien du patrimoine naturel et rural de la Wallonie, le SPW Agriculture, Ressources naturelles et Environnement  en garantit  sa sauvegarde dans une perspective de développement durable, destinée à garantir aux générations futures des ressources de qualité, indispensables à la vie.
Concrètement, il encadre et contrôle la gestion des ressources naturelles : air, terre, eau, sous-sol, faune et flore dont elle protège la biodiversité.  Il coordonne une gestion durable de la forêt wallonne, de la conservation de la nature, de la chasse et de la pêche. Il protège ses eaux souterraines et applique les directives européennes relatives à l’eau potable.
Il gère les cours d’eau non navigables et assure un rôle essentiel dans la gestion des risques d’inondation et la résolution de questions importantes liées au changement climatique.
Il consolide et encadre la ruralité et l’activité agricole. Il participe à l’élaboration de la politique agricole et environnementale européenne et internationale. Il veille à garantir la qualité de notre alimentation car il certifie et contrôle la qualité des animaux, des produits animaux, du matériel végétal de reproduction et des produits réglementés.   Il met en œuvre le Code wallon du Bien-être animal.
Il assure un rôle primordial de prévention, surveillance et protection de l’environnement.
Il élabore les dispositions en matière de gestion et de transit des déchets, ainsi que celles relatives à la protection et à l’assainissement des sols et sous-sols.
- SPW Territoire, Logement, Patrimoine, Énergie [10]

Au cœur des multiples tâches qui incombent au SPW Territoire, Logement, Patrimoine, Énergie, il y a la recherche d'une plus grande cohérence des diverses actions qui ont un impact sur le territoire. Il y a aussi la mise en œuvre de politiques sectorielles, tant dans leurs spécificités que dans cet objectif de cohérence globale.
Dans le secteur de l'urbanisme et de l'aménagement, elle met en œuvre les plans de secteur, la gestion du paysage ou encore le réaménagement de sites, la rénovation et la revitalisation urbaines ou la valorisation des terrils.
Il coordonne ou contrôle, notamment, les plans communaux d'aménagement, les règlements communaux d'urbanisme et les commissions consultatives d'aménagement du territoire et de la mobilité.
Il exerce la tutelle de légalité sur les permis d'urbanisme et de lotir, ainsi que les certificats de patrimoine et d'urbanisme délivrés par les communes.
Il est également chargé de la protection et de la conservation du patrimoine immobilier de Wallonie, ainsi que de la gestion des fouilles archéologiques.
Dans le secteur du logement, il veille à la qualité de l'habitat, notamment par l'octroi d'aides aux particuliers et de subventions aux communes.
Dans le secteur de l'énergie, il informe des comportements durables et les encourage. Il met en œuvre une libéralisation équilibrée des marchés de l'électricité et du gaz. Il promeut le recours aux énergies de sources renouvelables.
- SPW Intérieur et Action sociale[11]

Le SPW Intérieur et Action sociale, aux côtés du Gouvernement wallon, des pouvoirs locaux et d’un vaste réseau associatif, travaille au quotidien à garantir les libertés publiques et renforcer les droits démocratiques de l’ensemble des citoyennes et citoyens, quelle que soit leur origine, leur religion, leur orientation sexuelle.
Il garantit la démocratie locale, principalement par l’élaboration des normes, l’organisation des élections, l’exercice de la tutelle, le financement et le contrôle des opérateurs publics et privés.
Il promeut également la gouvernance par le conseil et l’expertise en soutien aux politiques publiques locales et renforce la cohésion sociale par l’intégration, la prévention et l’action sociales.
- SPW Finance[12]

Le SPW Finances a pour mission de mettre en œuvre les réglementations fiscales propres à la Wallonie, ainsi que la perception des impôts et des taxes relevant de la compétence de la Région wallonne. Dans ce cadre, il établit, perçoit, recouvre et contrôle les taxes dont elle a la charge.
Il s’agit notamment des taxes sur les véhicules (taxe de circulation, taxe de mise en circulation et sa composante éco-malus), la taxe sur les jeux et les paris, sur les appareils automatiques de divertissements, sur les automates, sur les sites d’activité économique désaffectés…
Il assure le recouvrement des taxes sur les eaux usées industrielles et les déchets non ménagers établies par le SPW Environnement
Le SPW Finances assure le contrôle en matière de prélèvement kilométrique à charge des poids lourds et impose des amendes pour les usagers en défaut.
Il gère également l’octroi de taux réduits en matière de droits de donation et de succession lors d’une transmission d’entreprise.
Dans le cadre de la 5e réforme de l’état, le précompte immobilier ainsi que les droits de succession et d’enregistrement ont été transférés aux Régions. Pour la Wallonie, c’est le SPW Finances qui en assurera prochainement le service de l’impôt.
- SPW Économie, Emploi et Recherche[13]

Le SPW Économie, Emploi, Recherche met en œuvre la politique du Gouvernement wallon dans les domaines de l’Économie, de l’Emploi et de la Recherche. Il représente la Wallonie au sein des différents niveaux de pouvoir et assure le relais des programmes européens.
Face aux mutations importantes de notre économie – mondialisation, digitalisation, défis climatiques – le SPW EER se définit comme le levier indispensable à la croissance des entreprises, à la sauvegarde et au développement de l’emploi de qualité et au soutien à l’innovation.
Dans ces trois compétences, les missions du SPW EER consistent à générer un effet incitatif par le soutien financier aux projets, à réguler le développement économique et à s’assurer du respect des législations en matière économique et sociale. Il assure un conseil stratégique à la politique économique et sociale wallonne, ainsi qu’une coordination et un appui opérationnel dans les politiques décidées par le Gouvernement (par exemple, les pôles de compétitivité). Dans ses domaines d’activités, il assure le suivi, le pilotage et le contrôle des aides cofinancées par des fonds européens.
Dans le secteur de l’économie, il a pour mission de soutenir la croissance des entreprises et l’entreprenariat par l’octroi de primes à l’investissement et de chèques-entreprises, et de soutenir le développement de zones d’activités économiques. Il appuie les initiatives d’économie sociale et assure la régulation des implantations commerciales et de l’accès à la profession. Il assure l’octroi des licences (export, import, transit) d’armes et de biens à double usage.
Dans le secteur de l’Emploi, le SPW EER vise, au travers des dispositifs d’aide et d’insertion qu’il gère, à soutenir les activités créatrices d’emploi, promouvoir l’insertion socioprofessionnelle, encourager la formation professionnelle et accompagner la transition numérique des écoles sur le plan pédagogique et technique. Il délivre les permis de travail et les cartes professionnelles aux ressortissants non européens.
Dans le secteur de la Recherche et de l’Innovation, le SPW EER soutient, valorise et évalue les projets de recherche appliquée des entreprises, universités, hautes écoles et centres de recherche, au travers d’aides directes ou d’appels à projets. Il assure la diffusion et soutient la sensibilisation aux sciences et techniques auprès des jeunes et du grand public.

## Cyberattaque
Le 17 avril 2025, le Service public de Wallonie subit une cyberattaque.